# Estadio Regional de Chinquihue
El Estadio Regional de Chinquihue ou le Stade Regional de Chinquihue est un stade chilien se trouvant à Puerto Montt.
Construit en 1982, il a une capacité de 10 000 places lors de sa construction, puis de 11 000 places par la suite. Le club résident est le Club de Deportes Puerto Montt, qui se trouve en Division 2 chilienne.